# Selección de waterpolo de Uruguay
La selección de waterpolo de Uruguay es el equipo nacional que representa a Uruguay en las competiciones internacionales de polo acuático para hombres.

## Palmarés

### Selección mayor
- Copa Mundial de Desarrollo:
  -  Medalla de oro: 2017.
  -  Medalla de plata: 2015.
- Campeonato Sudamericano
  -  Medalla de oro (5): 1929, 1937, 1938, 1941, 1949.
  -  Medalla de plata: 1952.
  -  Medalla de bronce: (6): 1934, 1935, 1947, 1958, 1962, 1965.